# Philornis
Philornis é um gênero de cerca de 50 espécies de moscas (Diptera, Muscidae) da América Central e do Sul. Suas larvas são parasitas subcutâneos de filhotes de pássaros em seus ninhos. Eles parasitam uma ampla gama de espécies de aves, incluindo araras.
Uma espécie, Philornis downsi foi introduzida acidentalmente nas ilhas Galápagos, representando uma grande ameaça para algumas de suas aves endêmicas.

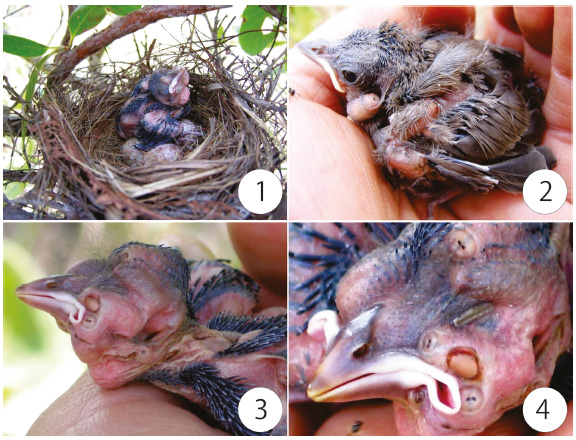
Filhotes de Neothraupis fasciata parasitados por P. torquans

## Lista deespécies de Philornis[5]
- Philornis aitkeni
- Philornis albuquerquei
- Philornis amazonensis
- Philornis angustifrons
- Philornis bella
- Philornis blanchardi
- Philornis carinata
- Philornis cinnamomina
- Philornis deceptiva
- Philornis diminuta
- Philornis downsi
- Philornis falsifica
- Philornis fasciventris
- Philornis frontalis
- Philornis fumicosta
- Philornis gagnei
- Philornis glaucinis
- Philornis grandis
- Philornis insularis
- Philornis lopesi
- Philornis masoni
- Philornis mediana
- Philornis mima
- Philornis mimicola
- Philornis molesta
- Philornis nielseni
- Philornis niger
- Philornis obscura
- Philornis obscurinervis
- Philornis petersoni
- Philornis pici
- Philornis porteri
- Philornis querula
- Philornis rettenmeyeri
- Philornis ruforscutellaris
- Philornis sabroskyi
- Philornis sanguinis
- Philornis schildi
- Philornis seguyi
- Philornis setinervis
- Philornis sperophila
- Philornis steini
- Philornis torquans
- Philornis trinitensis
- Philornis umanani
- Philornis univittata
- Philornis vespidicola
- Philornis vulgaris
- Philornis zeteki